# 林特根
林特根（德语、法语：Lintgen）是卢森堡中部的一个市镇和小镇，属于梅尔施县。林特根位于阿尔泽特河畔。 